# ۹۴۸ (میلادی)

سال ۹۴۸ یک سال کبیسه بود که از روز شنبه آغاز می شود (پیوند تقویم کامل را نمایش می دهد) تقویم جولیان.
۹۴۸ (میلادی) نهصد و چهل و هشتمین سال تقویم میلادی است.

## مناسبت ها

### براساس مکان

#### امپراتوری بیزانس
- جنگ اعراب و بیزانس: نیروهای همدانی تحت سیف الدوله به آسیای صغیر حمله کردند. بیزانسی ها با انتقام جویی به رهبری لئو فوكاس جوان ، اسیران را اسیر می كنند و دیوارهای حدث (تركیه امروزی) را می زنند.

#### اروپا
- پادشاه اتو اول پسرش لیودولف را به عنوان دوک سوابای منصوب کرد و سلطه اوتونیان را در آلمان جنوبی تثبیت کرد.

- سانیفرد دوم اورگل بدون فرزندان می میرد و برادرزاده اش بورل دوم ، شمارش بارسلونا جانشین او می شود.

#### انگلیس
- پادشاه ادرد نورثومبریا را خراب می کند و کلیسای سنت ویلفرید را در ریپون می سوزاند. در راه بازگشت به خانه ، متحمل خسارات سنگینی در کستل فورد شد. ادرد موفق می شود رقبای خود را بررسی کند و نورثومبری ها مجبور به پرداخت غرامت به وی می شوند.
- مدرسه سنت آلبنز در هرتفوردشایر تاسیس شد.

#### آفریقا
- بهار - نیروهای فاطمیون به فرماندهی الحسن بن علی الکالبی شورش در پالرمو را سرکوب می کنند و به سرعت جزیره را تصرف می کنند. خلیفه المنصور بی نصرالله علی ال کلبی را به عنوان امیر سیسیل منصوب می کند و حکومت سلسله کلبید را آغاز می کند.
- پادشاهی نری (نیجریه امروزی) توسط شاه کشیش اری (تا سال ۱۰۴۱) تاسیس شد.

#### چین
- ۱۲ فوریه - پادشاه کیان هونگ زونگ هنگام کودتا توسط ژنرال هو جینسی خلع شد. وی برادر کوچکتر خود کیان چو را به عنوان حاکم وویو تأسیس می کند.

### بر اساس موضوع

#### ادبیات
- میناموتو هیچ کینتادا ، مقام ژاپنی و شاعر واکا ، درگذشت. وی نجیب زاده ای محترم دربار شاهنشاهی و عضو سی و شش جاودان شعر است.

#### دین
- مدرسه سنت آلبنز در هرتفوردشایر توسط وولسین ، یک روحانی از ابی سنت البان ، انگلیس تاسیس شده است.

## درگذشتگان
- رومانوس یکم، امپراتور بیزانس

28 آوریل - هو جینسی ، ژنرال و رئیس چین